# Cracca elegans
Cracca elegans là một loài thực vật có hoa trong họ Đậu. Loài này được (Schumach.) Kuntze mô tả khoa học đầu tiên năm 1891.